# 皇極經世
《皇極經世》，北宋邵雍撰，是一部河洛數術之書。《皇极经世书》共十二卷六十四篇。首六卷《元会运世》三十四篇，次四卷《声音律品》十六篇，次《观物内篇》十二篇，末《观物外篇》二篇。《四庫全書》稱其“辭約而義廣，天下之能事畢矣。”

## 概述
邵雍窮三十年之精神，觀察天地自然之消長，推究宇宙萬物之原理，深研人事之變化，運用伏羲先天易數，把自然和人事加以有系統的組織，形成一種以數理為基礎的哲學。邵雍之子邵伯溫解釋《皇極經世》的意義：「至大之謂皇，至中之謂極，至正之謂經，至變之謂世，大中至正應變無方之謂道」，故「皇極經世」四字就是「道」的意思:11：
|  | 《皇極經世》一書，凡十二卷： - 其一至二卷，總元會運世之數，易所謂天地之數也。 - 三至四卷，以會經運，列世數與歲甲子，下紀帝堯於五代歷年表，以見天下離合治亂之跡，以天時而驗人事者也。 - 五至六卷，以運經世，列世數與歲甲子，下紀自堯帝至於五代，書傳所載興廢治亂得失邪正之跡，以人事而驗天時也。 - 自七至十卷，則以陰陽剛柔之數，窮律呂聲音之數；以律呂聲音之數，窮動植飛走之數——易所謂萬物之數也。 - 其十一至十二卷，則論「皇極經世」之所以為書，窮日、月、星、辰、飛、走、動、植之數，以盡天地萬物之理，述皇帝、王霸之事，以明大中至正之道，陰陽之消長，古今之治亂，較然可見矣。 |

## 易數
天地終始之數
邵雍認為天以一元為極限，地以一歲為極限。當一元、一歲盡時，週而復始。
|  | “天地之數，窮於八八，故元會運世、歲月日辰之數極於六十四也。 陽數以三十起者，一月有三十日，一世有三十年也， 陰數以十二起者，一日有十二辰，一歲有十二月也。 天地之數，至於八八遂窮乎，曰窮則變，變則生，蓋生生而不窮者也。……”——西山蔡氏 |

|  | “《經世》天地終始之數，以十二、三十反覆乘之也。 元之元一， 元之會十二，是以十二乘一也； 元之運三百六十，是以三十乘十二也； 元之世四千三百二十，是以十二乘三百六十也；……以下倣此。”——元代黃瑞節 |

|  | “……此《皇極經世》一元之數也， 一元象一年， 十二會，象十二月， 三百六十運，象三百六十日， 四千三百二十世，象四千三百二十時也。 蓋一年有十二月，三百六十日，四千三百二十時故也。 《經世》一元，十二會，三百六十運，四千三百二十世， 一世三十年，是為十二萬九千六百年，是為《皇極經世》一元之數。一元在大化之間猶一年也。 ……使人引而申之，可至於終而復始也。其法皆十二、三十相乘，十二、三十，日月之數也。”——邵伯溫 |

據推算，“一元之數”為129,600年，而“天地終始之數”為559,872,000:73-75（五億五千九百八十七萬二千）。

## 外部連結
- 皇極經世書－《欽定四庫全書》本 （页面存档备份，存于）